# Al Bahah (vùng)
Vùng Al-Bahah (tiếng Ả Rập: الباحة al-Bāḥah phát âm [alˈbaːħa]) là một vùng của Ả Rập Xê Út. Al-Baḥah nằm tại miền tây nam của khu vực Hejaz. Vùng có diện tích 9.921 km², dân số là 411.888 (2010). Thủ phủ của vùng là Al Bahah. Vùng al- Baḥah có thành phố al-Baḥah, Almikhwah và Baljorashi. Baljorashi có một chợ truyền thống nổi tiếng gọi là sooqe as-sabt, tức "chợ Chủ nhật". Các đô thị khác trong vùng al-Bahah gồm có Baljourashi, Almikhwah, Rahwat Albar, Sabt Alalaya, một thành phố gần Biển Đỏ gọi là Al Qunfunda. Vùng al-Baḥah là nơi sinh sống của hai bộ lạc Azd là Ghamid và Zahran.
Thống đốc
- Hoàng tử Muhammed bin Saud Al Saud (1987-2010)
- Hoàng tử Mishari bin Saud bin Abdulaziz Al Saud (28 tháng 8 năm 2010 - 22 tháng 4 năm 2017)
- Hoàng tử Hussam bin Saud Al Saud (22 tháng 4 năm 2017 -)